# كويكيمو
كويكيمو ، اختصار لـ Koi to Yobu ni wa Kimochi Warui (恋と呼ぶには気持ち悪い) ، هي سلسلة مانغا رومانسية كوميدية يابانية من تأليف موغوسو. تم تسلسلها عبر الإنترنت من خلال مجلة المانجا الرقمية كوميك بول الخاصة بـ اتشيجنشا منذ يناير 2015 وتم جمعها في سبعة مجلدات. وتم عرض المسلسل من قبل استديو نوماد في 5 أبريل 2021. وسبقته منصات البث في العرض في 29 مارس 2021.

## الشخصيات
ايتشيكا اريما (有馬一花)
أداء صوتي:  يوري كوزاكاي
طالبة في المدرسة الثانوية تبلغ من العمر 17 عامًا، بعد أن أنقذ ريو من السقوط من السلالم وأعطائه غداءها، انتهى به الأمر بتلقي مقاربات ريو المتحمسة. اسمها يعني «زهرة واحدة» وربما بسبب ذلك، يرسل لها ريو زهرة واحدة يوميًا إلى منزلها كطريقة لإثبات مشاعره. بينما كان يرفض ريو في كل مرة يقترب منها، لا يبدو أن إيتشيكا يمانع وجود ريو.
ريو اماكوسا (الاخ) (天草亮)
أداء صوتي: توشيوكي تويوناغا
رجل مرتب وزير نساء يقع في حب ايتشيكا بعد تلقيه ردًا باردًا منها عندما قدم جسده امتنانًا لإنقاذه.
ريو اماكوسا (الاخت) (天草理緒)
اداء صوتي: رينا هاسيغاوا
أخت ريو الصغرى وصديقة إيتشيكا المقربة في المدرسة وهي تدعم مشاعر اخيها ى يو.
كاي تامارو (多丸快)
أداء صوتي: جونيا إينوكي
زميلة ايتشيكا والتي تكن المشاعر تجاه ريو.
اري ماتسوشيما (松島有枝)
أداء صوتي: كانا هانازاوا
زميلة ريو في العمل.
ماسودا (益田)
أداء صوتي: ريوهيه كيمورا
صديق ريو منذ المدرسة الإعدادية ومصور مستقل.

## وسائل الإعلام

### مانجا
| الرقم | تاريخ الاصدار في اليابان | ISBN الياباني  |
| ----- | ------------------------ | -------------- |
| 1     | فبراير 2, 2016           | 978-4758014830 |
| 2     | نوفمبر 17, 2016          | 978-4758015318 |
| 3     | يوليو 4, 2017            | 978-4758015592 |
| 4     | يناير 19, 2018           | 978-4758015844 |
| 5     | يوليو 17, 2018           | 978-4758016094 |
| 6     | فبراير 14, 2019          | 978-4758016292 |
| 7     | يناير 24, 2020           | 978-4758016803 |
| 8     | مارس 25, 2021            | 978-4758017145 |

### انمي
أعلن عن أنيمي تلفزيوني من قبل اتشيجنشا في 21 يناير، 2020. المسلسل من إنتاج نوماد وإخراج ناومي ناكاياما، مع تاكو يامادا كمساعد مخرج. سيشرف يوكو كاكيهارا على السيناريوهات، وماريكو فوجيتا سوف يصمم الشخصيات ويعمل كمساعد مخرج لـ التحريك، وهيرواكي تسوتسومي سيقوم بتأليف الموسيقى. من المقرر أن يتم عرض الانمي لأول مرة في 5 أبريل 2021 على AT-X وTokyo MX و UHB و MRT و GTV و GYT وBS Fuji . سيتم بث المسلسل في اليابان على Prime Video بدءًا من 29 مارس 2021. ستقوم ايس كوليكشون بأداء الأغنية الافتتاحية للمسلسل بعنوان «مونوكورو سيتي»، بينما ستقوم ماروري تو ريوغا بأداء أغنية نهاية الانمي بعنون «ريناريا». رخصت كرانشي رول المسلسل خارج جنوب شرق آسيا.

#### قائمة الحلقات
| ر. الإجمالي | العنوان                 | المخرج      | الكاتب        | تاريخ العرض الأصلي |
| ----------- | ----------------------- | ----------- | ------------- | ------------------ |
| 1           | «He’s not Entirely Bad» | Taku Yamada | Yūko Kakihara | 5 أبريل 2021       |

## روابط خارجية
- (باليابانية)
- (باليابانية)
- كويكيمو (مانغا) في شبكة أخبار الأنمي